# Viadukt Kinzua
Viadukt Kinzua (anglicky Kinzua Bridge) byl železniční most, který se klenul nad Kinzua Creek v McKean Country v americkém státě Pensylvánie. Most byl 92 metrů vysoký a 625 metrů dlouhý. Většina jeho konstrukce se zhroutila během tornáda v červenci 2003.
Původní stavba z tepaného železa z roku 1882, označovaná jako „osmý div světa“, byla dva roky nejvyšším železničním mostem světa. V roce 1900 byl most přestavěn z oceli, aby unesl těžší vlaky. Zůstal v komerčním provozu až do roku 1959, kdy byl prodán do šrotu. V roce 1963 ho zakoupil stát Pensylvánie jako ústřední prvek státního parku.
Obnova mostu začala v roce 2002, ale před dokončením most v roce 2003 zasáhlo tornádo, které způsobilo zřícení velké části konstrukce. Ke katastrofě přispěly zkorodované kotevní šrouby držící most v základech.